# 旅ひととせ
『旅ひととせ』は、美空ひばりのアルバム。1986年4月21日に日本コロムビアから発売された。

## 概要
ひばりの芸能生活40周年記念として制作されたのが本作品で、全曲の作詩作曲を小椋佳、編曲を若草恵が担当した。当時コロムビアの制作部長であった境弘邦と、この年ひばり担当のディレクターに就任した宅間正純は、ひばりの芸能生活40周年記念を彩るアルバムをどのようなコンセプトにするかを考えていた。ポップス系担当から美空ひばり担当になった宅間は自身の初仕事として「演歌」という概念に囚われる事なく、新鮮な風を吹き込んで欲しいという気持ちがあった。そこへ当時現役の銀行幹部職員でもあったシンガーソングライターの小椋佳から、アルバムの企画がコロムビアに持ち込まれた。概要は「日本各地の風物と四季を織り込んだ」全12曲を、各レコード会社6社で2曲ずつ出すというものであった。デモテープを聴いた境は、このアルバムの全曲をひばりに歌わせたいと思い、ディレクターである宅間とひばり本人の承諾を得て、小椋に提案。小椋もこの提案を快諾した。ひばりも全曲のレコーディングに前向きであった。
本アルバムの制作進行中に当時ホリプロの制作部長であった鈴木正勝から、味の素のCMソングの制作を美空ひばりでという依頼が舞い込んだ。当初、アルバムの中から一曲を提供するつもりであったが、商品イメージではなく企業イメージに重点を起きたいと考えていた味の素の希望とそぐわなかったため、新たに小椋佳によって楽曲が制作されたのが「愛燦燦」である。
本アルバム発売と同日に、「函館山から」がシングル・カットされ、EPシングルとして発売された（B面：「風花便り」）。

## 旅ひととせ
本アルバムのテーマは「恋に破れた男が、惚れた女を忘れる為に日本全国を巡り、結局は元のところに帰ってくる」というものである。アルバムの12曲は、その先々で出会う人々や出来事を綴っている。
1. 「岩燕」（上野の不忍池）
2. 「早乙女」（清水湊）
3. 「紫陽花」（近江大津）
4. 「花茣蓙」（小豆島）
5. 「国比べ」（鹿児島）
6. 「初蜩（はつひぐらし）」（唐津）
7. 「萩の賑い」（萩）
8. 「太鼓」（能登）
9. 「おしょうしな（ありがとう）」（米沢）
「おしょうしな」は山形の方言で「ありがとう」の意味
10. 「函館山から」（函館）
11. 「風花便り」（北上）
12. 「帰心」（水戸）

## 収録曲
全曲とも作詩・作曲：小椋佳、編曲：若草恵
1. 岩燕
2. 早乙女
3. 紫陽花
4. 花茣蓙
5. 国比べ
6. 初蜩
7. 萩の賑い
8. 太鼓
9. おしょうしな（ありがとう）
10. 函館山から
11. 風花便り
12. 帰心